# 石马湾乡
石马湾乡，是中华人民共和国湖南省怀化市辰溪县下辖的一个乡镇级行政单位。

## 行政区划
石马湾乡下辖以下地区：
米家庄村、桐玉里村、斗岩冲村、石马湾村、鹅公颈村、辛木湾村、猫儿溪村、赵家湾村、鸡鸣溪村、深冲湾村、东冲湾村、铁沙溪村和流木湾村。